# 漢斯-于爾根·馮·阿尼姆
汉斯-于尔根·馮·阿尼姆（德語：Hans-Jürgen von Arnim；1889年4月4日—1962年9月1日）是二战期间德国国防军的一名大将，他指挥过数支军队。他是骑士铁十字勋章的获得者。